# Prom
Prom – statek wodny służący do przewozu osób i towarów.

## Promy morskie

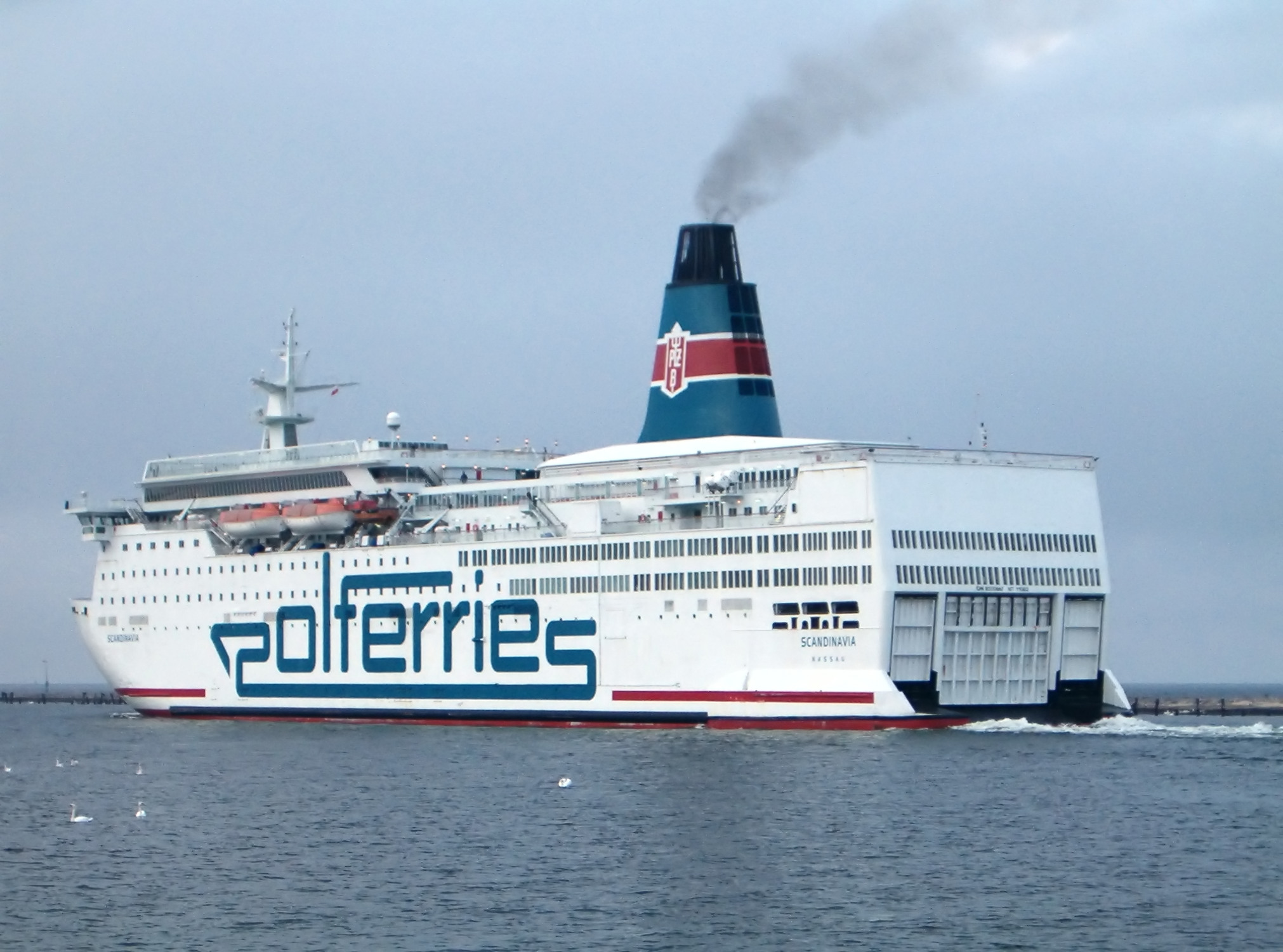
Prom morski MF Scandinavia wyruszający w podróż do Szwecji

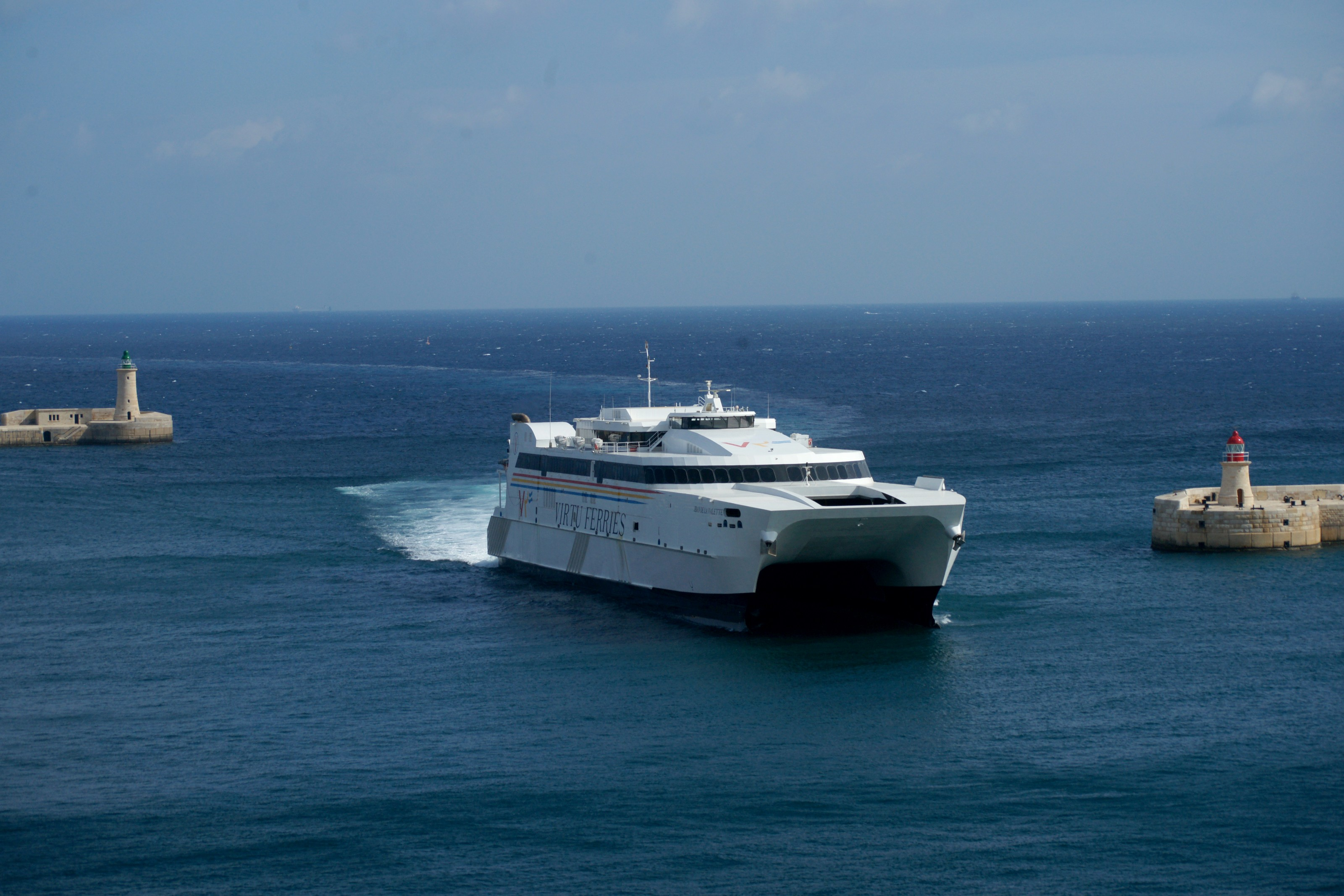
Szybki prom morski Jean de la Valette przewoźnika Virtu Ferries wpływający do Wielkiego Portu na Malcie

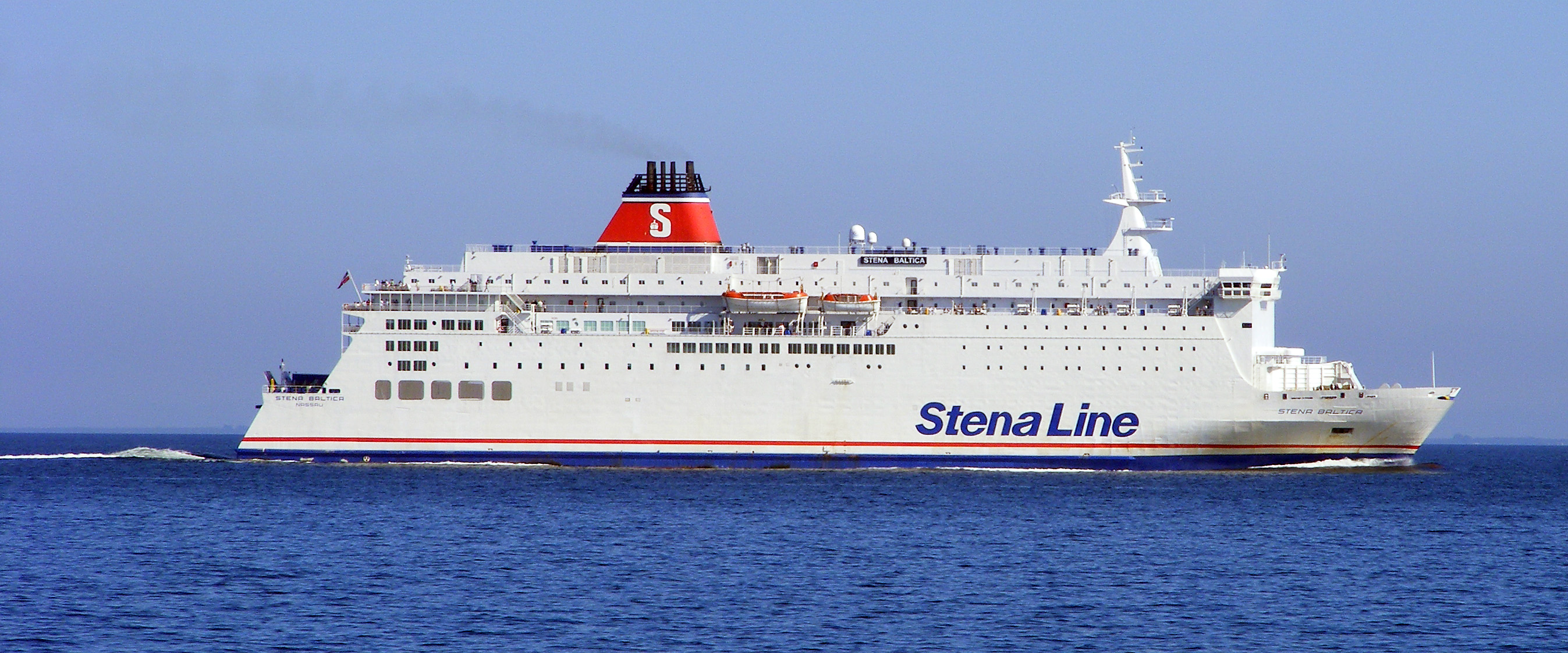
MF Stena Baltica na wodach Zatoki Gdańskiej wypływająca z Gdyni w kierunku Karlskrony

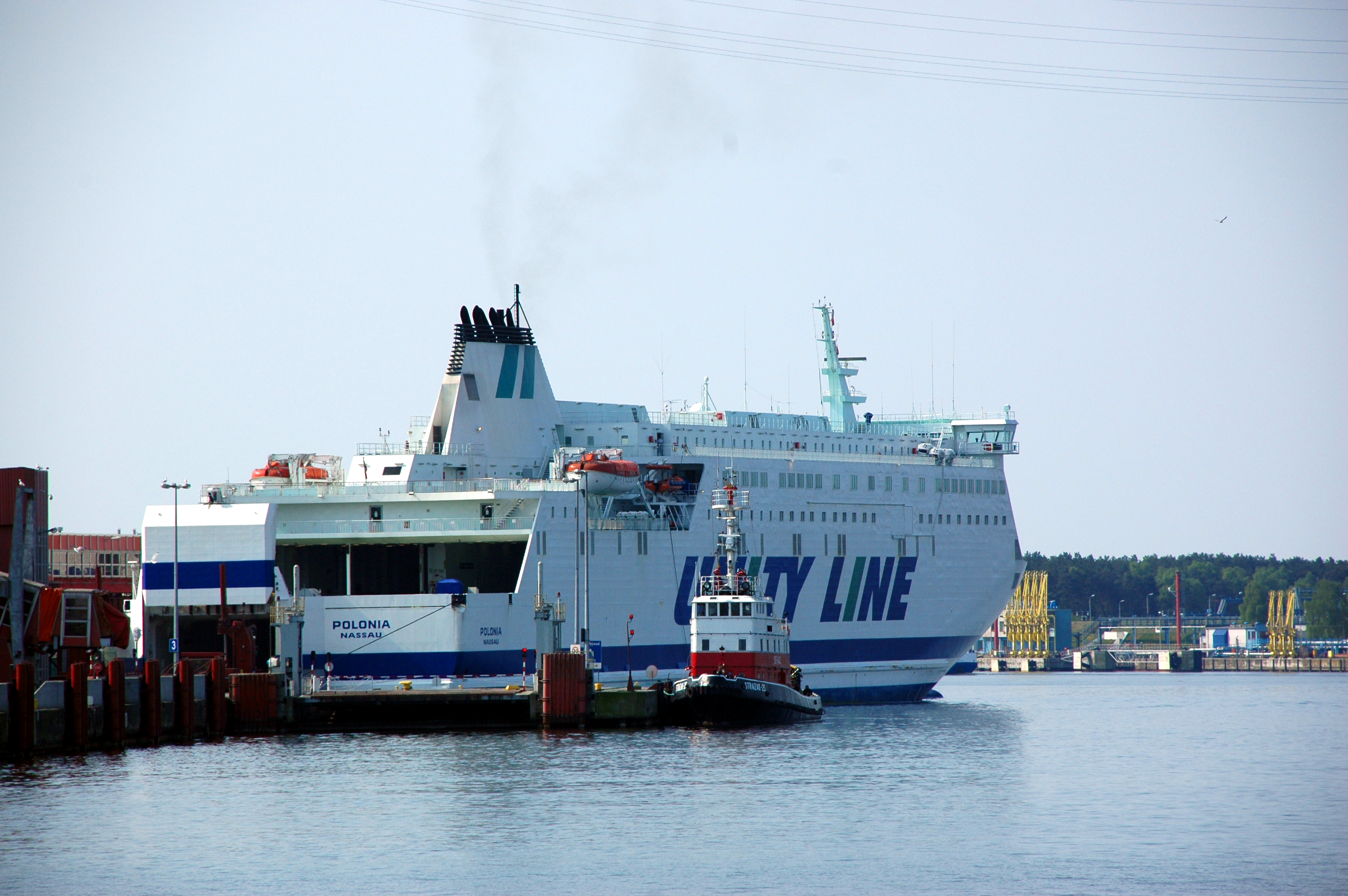
MF Polonia w porcie w Świnoujściu

Promy morskie stanowią typ statków, który wykształcił się ze statków pasażerskich. Promy obsługują regularne połączenia między portami (tzw. żegluga wahadłowa). Bywają promy wyłącznie pasażerskie, ale obecnie wśród średnich i większych promów zdecydowanie dominują jednostki pasażersko-towarowe, czyli promy pasażersko-samochodowe lub typu combi (kombinowane) – łączące więcej funkcji (pasażersko-samochodowo-kolejowe). Nieco więcej jednostek wyłącznie pasażerskich jest wśród jednostek mniejszych, krótszego zasięgu i szybkich. Ładunek (samochody osobowe, ciężarowe, wagony kolejowe) ładowany i wyładowywany jest przez wrota (tzw. furty) rufowe, burtowe bądź dziobowe na tzw. pokład samochodowy (kolejowy). W związku z tym, że budowane są coraz większe promy, w bardzo pojemnym  kadłubie zabudowuje się wiele pokładów samochodowych stałych i ruchomych – podnoszonych najczęściej hydraulicznie. W celu odseparowania załadunku od ruchu pieszego, pasażerowie wchodzą na statek zazwyczaj przez furtę boczną dzięki trapom lub rękawom połączonym bezpośrednio z terminalem pasażerskim. Do ich dyspozycji na pokładzie promu udostępnia się bardzo rozwiniętą infrastrukturę hotelarsko–gastronomiczną, w skład której wchodzą m.in.: kabiny pasażerskie, restauracje, bary, sklepy wolnocłowe, fitness kluby. Wraz z rozwojem techniki pojawiła się też nowa klasa promów nazywanych od skrótu HSC (ang. high-speed craft) – „szybkimi statkami”, „szybkimi promami” lub niewłaściwie „szybkimi katamaranami”. Jednostki te charakteryzują się dużą prędkością eksploatacyjną powyżej 38 węzłów i maksymalnym czasem podróży określonym przez przepisy do czterech godzin.

## Promy śródlądowe

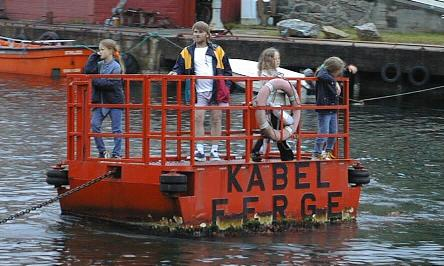
Prom linowy

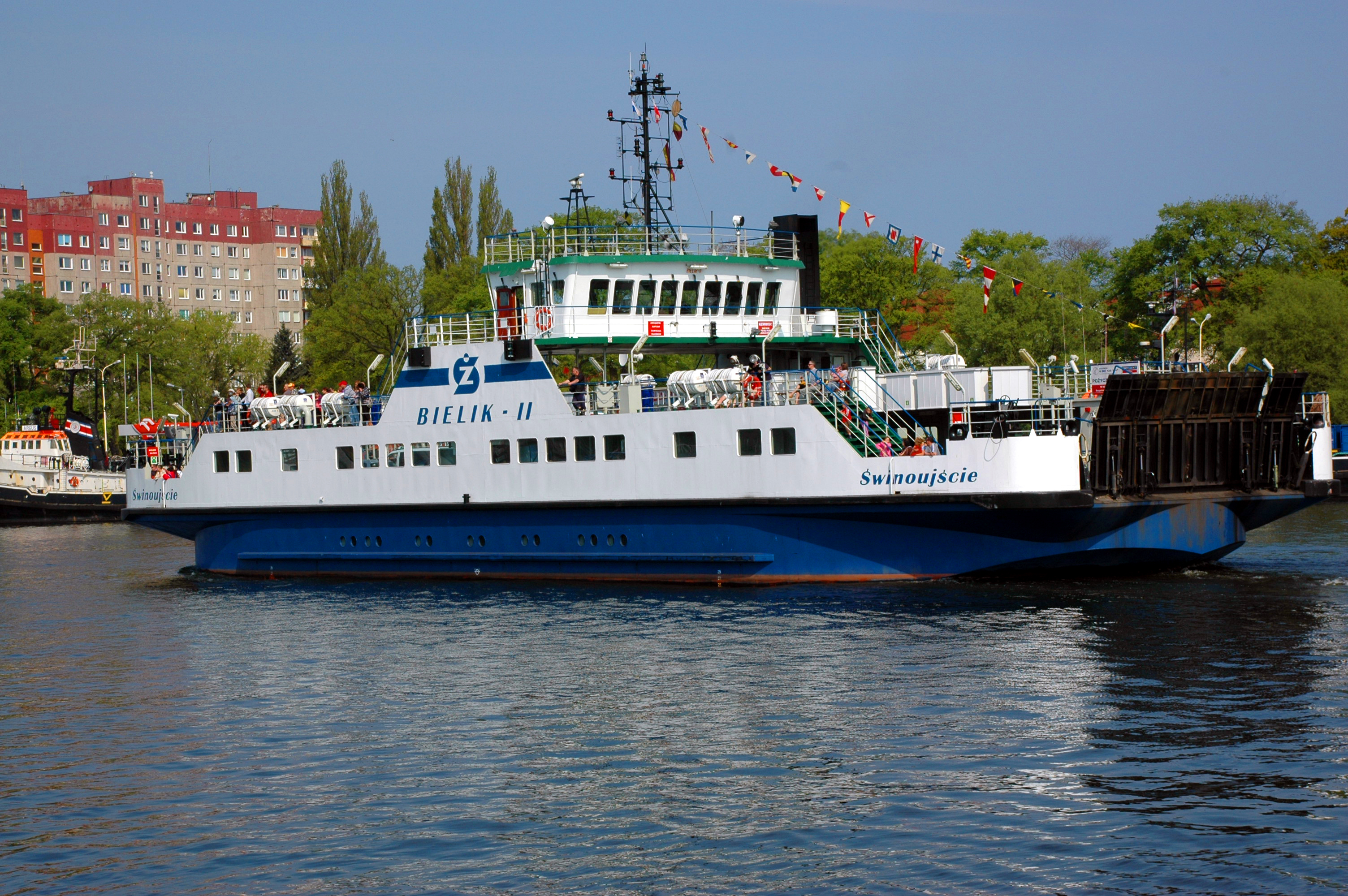
Prom Bielik II przeprawy miejskiej w Świnoujściu

Łączą ze sobą brzegi rzeki, kanału, lub jeziora. Są to statki posiadające własny napęd lub poruszane z brzegu za pomocą liny.